# Baš
Baš je priimek v Sloveniji, ki ga je po podatkih Statističnega urada Republike Slovenije na dan 1. januarja 2010 uporabljalo 218 oseb in je med vsemi priimki po pogostosti uporabe uvrščen na 1.914. mesto.

## Znani nosilci priimka
- Angelos Baš (1926—2008), zgodovinski etnolog
- Anja Baš (*1986), pevka, glasbenica/kantavtorica
- Boštjan Baš, polkovnik SV
- Denis Baš, zdravnik pediater
- Franjo Baš (1899—1967), etnolog, zgodovinar, muzealec
- Ida Baš, radijska in televizijska napovedovalka
- Lovro Baš (1849—1924), novinar in politik
- Meta Baš (1876—1959), gledališka igralka